# Антіной (міфологія)
Антіно́й (грец. Antinoos). У грецькій міфології, Антіной, син Еупейта, був одним із залицяльників Пенелопи протягом відсутності її чоловіка, Одіссея, на Троянській війні. Ця історія дойшла до на у складі Одіссеї Гомера. Антіной був найвельможнішим і найзухвалішим із залицяльників, одним з найгірших. Саме його було звинувачено в тому, що залицяльники Пенелопи жили в домі Одіссея, та саме його Одіссей, коли він повернувся, вбив першим.

## В культурі
Тарас Шевченко в повісті «Художник» назвав живим Антіноєм натурщика Малишева Тараса.